# Tavagnascoïta
La tavagnascoïta és un mineral de la classe dels sulfats que pertany al grup de la klebelsbergita. Rep el nom de les mines de Tavagnasco, a Itàlia, la seva localitat tipus.

## Característiques
La tavagnascoïta és un sulfat de fórmula química Bi₄O₄(SO₄)(OH)₂. Va ser aprovada com a espècie vàlida per l'Associació Mineralògica Internacional l'any 2015, sent publicada per primera vegada un any més tard. Cristal·litza en el sistema ortoròmbic. És l'anàleg de bismut de la klebelsbergita.
L'exemplar que va servir per a determinar l'espècie, el que es coneix com a material tipus, es troba conservat a les col·leccions mineralògiques del Museu d'Història Natural de la Universitat de Florència, a Itàlia, amb el número de catàleg: 3149/i.

## Formació i jaciments
Va ser descoberta a les mines de Tavagnasco, a la ciutat metropolitana de Torí (Piemont, Itàlia). També ha estat descrita al districte d'Esmoraca, dins el departament de Potosí (Bolívia), així com en dos indrets de Suècia: les mines de Bastnäs, al comtat de Västmanland, i les mines de Gladhammar, al comtat de Kalmar.